# Ermida de Nossa Senhora da Esperança (Porto Judeu)
A Igreja de Nossa Senhora da Esperança localiza-se no lugar da Serretinha, na freguesia do Porto Judeu, município de Angra do Heroísmo, na ilha Terceira, na Região Autónoma dos Açores, em Portugal.

## História
O templo, sob a evocação de Nossa Senhora da Esperança, remonta ao século XVI, tendo em conta que que no ano de 1560 já existia, constituindo-se desde então em local de romaria. Serviu de igreja paroquial, provavelmente por motivos de obras na igreja matriz. Por este motivo, a ermida ascende à categoria de igreja.  De acordo com a tradição local, à semelhança do que se regista com relação a outros templos açorianos, a primitiva imagem terá sido encontrada nas rochas daquele trecho litoral e, quando transportada para a igreja paroquial, de noite regressava à origem, onde lhe foi erigido o templo.
Em 1650, por testamento de Isabel Gouveia, recebeu o legado da Casa dos Romeiros, que hoje não mais existe.
Ao longo de sua história chegou a pertencer ao Juízo de Órfãos da Vila  de São Sebastião.

## Características
Exemplar de arquitetura religiosa.
A ermida dispõe de um único altar, com a imagem da padroeira.